# W. J. Smith
W. J. Smith (1893 – 1957) è stato un allenatore di calcio e dirigente inglese.
Ha allenato l'Aston Villa dall'agosto 1926 al maggio 1934.
All'epoca la sua posizione si chiamava Secretary e non Manager, denominazione che iniziò con il suo successore Jimmy McMullan.
Da nessuna parte risulta il suo nome ed è sempre stato noto come W. J. Smith.